# قطعنامه ۱۰۹۹ شورای امنیت
قطعنامه ۱۰۹۹ شورای امنیت سازمان ملل متحد که در تاریخ ۱۴ مارس ۱۹۹۷ تصویب شد، سندی بین‌المللی دربارهٔ بررسی وضعیت در تاجیکستان بر سر امتداد مرز بین تاجیکستان و افغانستان است. این قطعنامه طی نشست ۳۷۵۲ام با ۱۵ رای موافق، ۰ مخالف و ۰ ممتنع تصویب شد.